# Critics’ Choice Super Award

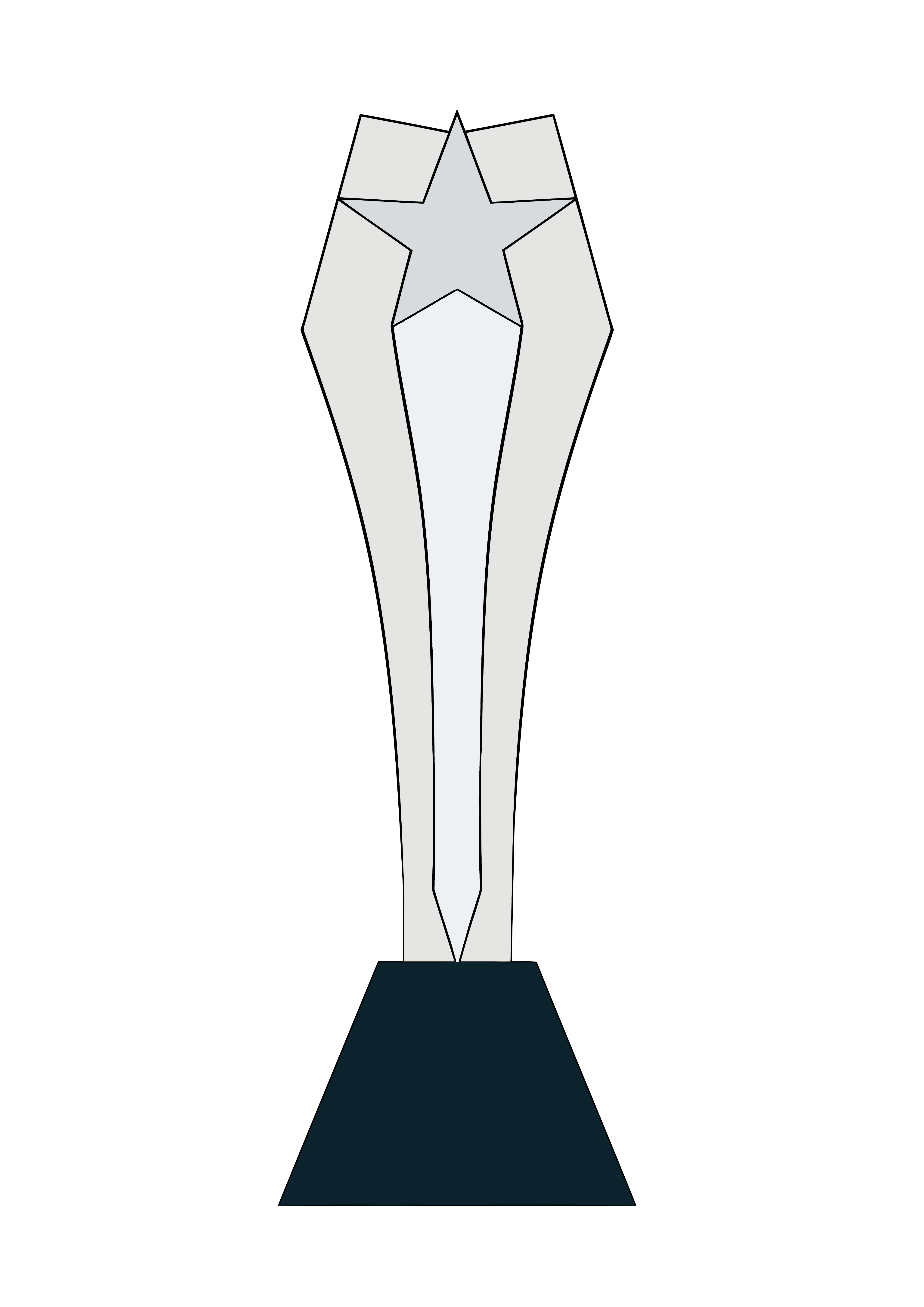
Stilisierte Silhouette der Trophäe

Die Critics’ Choice Super Awards (Akronym: CCSA) sind ein jährlich in den Vereinigten Staaten von der Critics Choice Association (CCA) vergebener Fernseh- und Filmpreis, um die besten Filme und Fernsehserie in den Genres Action, Superhelden, Horror, Science-Fiction und Fantasy auszuzeichnen. Die Preisverleihung wurde 2020 ins Leben gerufen und fand aufgrund der COVID-19-Pandemie erstmals am 10. Januar 2021 statt. Die Kategorien für Animationsfilme und -serien sowie jeweils zwei Kategorien für ihre Synchronsprecher wurden nach der ersten Verleihung wieder an die Movie- und Television-Verleihungen abgegeben.

## Kategorien

### Film
| Kategorie                                                  | Originalbezeichnung                              | Zeitraum der Verleihung |
| ---------------------------------------------------------- | ------------------------------------------------ | ----------------------- |
| Bester Actionfilm                                          | Best Action Movie                                | seit 2021               |
| Bester Schauspieler in einem Actionfilm                    | Best Actor in an Action Movie                    | seit 2021               |
| Beste Schauspielerin in einem Actionfilm                   | Best Actress in an Action Movie                  | seit 2021               |
| Bester Horrorfilm                                          | Best Horror Movie                                | seit 2021               |
| Bester Schauspieler in einem Horrorfilm                    | Best Actor in a Horror Movie                     | seit 2021               |
| Beste Schauspielerin in einem Horrorfilm                   | Best Actress in an Horror Movie                  | seit 2021               |
| Bester Science-Fiction-/Fantasyfilm                        | Best Science Fiction/Fantasy Movie               | seit 2021               |
| Bester Schauspieler in einem Science-Fiction-/Fantasyfilm  | Best Actor in a Science Fiction/Fantasy Movie    | seit 2021               |
| Beste Schauspielerin in einem Science-Fiction-/Fantasyfilm | Best Actress in an Science Fiction/Fantasy Movie | seit 2021               |
| Bester Superheldenfilm                                     | Best Superhero Movie                             | seit 2021               |
| Bester Schauspieler in einem Superheldenfilm               | Best Actor in a Superhero Movie                  | seit 2021               |
| Beste Schauspielerin in einem Superheldenfilm              | Best Actress in an Superhero Movie               | seit 2021               |
| Bester Bösewicht in einem Film                             | Best Villain in a Movie                          | seit 2021               |

### Fernsehen
| Kategorie                                                   | Originalbezeichnung                              | Zeitraum der Verleihung |
| ----------------------------------------------------------- | ------------------------------------------------ | ----------------------- |
| Beste Actionserie                                           | Best Action Series                               | seit 2021               |
| Bester Schauspieler in einer Actionserie                    | Best Actor in an Action Series                   | seit 2021               |
| Beste Schauspielerin in einer Actionserie                   | Best Actress in an Action Series                 | seit 2021               |
| Beste Horrorserie                                           | Best Horror Series                               | seit 2021               |
| Bester Schauspieler in einer Horrorserie                    | Best Actor in a Horror Series                    | seit 2021               |
| Beste Schauspielerin in einer Horrorserie                   | Best Actress in a Horror Series                  | seit 2021               |
| Beste Science-Fiction-/Fantasyserie                         | Best Science Fiction/Fantasy Series              | seit 2021               |
| Bester Schauspieler in einer Science-Fiction-/Fantasyserie  | Best Actor in a Science Fiction/Fantasy Series   | seit 2021               |
| Beste Schauspielerin in einer Science-Fiction-/Fantasyserie | Best Actress in a Science Fiction/Fantasy Series | seit 2021               |
| Beste Superheldenserie                                      | Best Superhero Series                            | seit 2021               |
| Bester Schauspieler in einer Superheldenserie               | Best Actor in a Superhero Series                 | seit 2021               |
| Beste Schauspielerin in einer Superheldenserie              | Best Actress in a Superhero Series               | seit 2021               |
| Bester Bösewicht in einer Serie                             | Best Villain in a Series                         | seit 2021               |